# Šumice (Zlín)
Šumice é uma comuna checa localizada na região de Zlín, distrito de Uherské Hradiště.